# Creobroter episcopalis
Creobroter episcopalis es una especie de mantis de la familia Hymenopodidae.

## Distribución geográfica
Se encuentra en Borneo.